# Комбони, Даниэле
Даниэле Комбони (итал. Daniele Comboni), или святой Даниил Комбони (лат. Daniel Comboni; 15 марта 1831, Лимоне-суль-Гарда, Ломбардо-Венецианское королевство, Австрийская империя — 10 октября 1881, Хартум, Египетский хедиват) — девятый титулярный епископ Клавдиополя Исаврийского, второй апостольский викарий центральной Африки, миссионер, основатель конгрегации сыновей Святейшего Сердца Иисуса (F.S.C.J. — M.C.C.I.) и конгрегации сестёр-миссионерок благочестивых матерей Нигриции (S.M.C.), борец с работорговлей; святой Римско-католической церкви.

## Биография

### Ранние годы и призвание
Даниэле Комбони родился в Лимоне-суль-Гарда 15 марта 1831 года. Он был третьим и единственным выжившим ребёнком из восьми детей в семье бедного садовника Луиджи Комбони и Доменики, урождённой Паче. Семья Луиджи имела дворянское происхождение и принадлежала обедневшей ветве древнего рода Комбони, родоначальником которого был нотариус Комбоно Комбони из города Муслоне..
20 февраля 1843 года в Вероне Даниэле поступил в учебное заведение для юношей из малообеспеченных семей. Основатель института, священник Никола Мацца смог пробудить в нём интерес к миссии в Африке. Во время обучения Даниэле обнаружил в себе призвание к священству. 1 июня 1849 года, в присутствии Николы Мацца, он дал обет посвятить свою жизнь проповеди Евангелия среди народов Нигриции, то есть проживавших на территории к югу от пустыни Сахара. Отчасти этот порыв был спровоцирован парой миссионеров, которые, вернувшись из неудачной экспедиции, покинули институт. В течение следующих пяти лет Даниэле изучал философию и теологию.
31 декабря 1854 года в Тренто он был рукоположен в сан священника епископом Иоганном Непомуценом фон Чидерером. С 1854 по 1857 год, перед отъездом на миссию в Нигрицию, Даниэле изучал арабский язык и прошёл курсы медицинских братьев. Во время эпидемии холеры в окрестностях Вероны, он был послан в деревню Буттапьетра, где самоотверженно заботился о больных, как священник и медицинский брат. Его служение было отмечено благодарностью со стороны местных официальных органов власти. За это время Даниэле также смог углубить свои знания по лечебному делу.

### На миссии
Христианство единственное средство, к тому же самое надёжное, против рабства, потому что оно учит, что свобода детей Божьих дана всем.
4 сентября 1857 года, по благословению Николы Мацца, Даниэле отправился в свою первую миссию в центральную Африку — территория современных Судана и Южного Судана. Он был самым молодым членом группы, в которую также входили ещё четыре священника из института Николы Мацца — Джованни Бельтраме, Алессандро Даль Боско, Франческо Олибони, Анджело Мелотто и слесарь Изидоро Дзилли из Удине. 10 сентября 1857 года они отплыли на корабле из Триеста в Александрию.
Через четыре месяца группа добралась до города Хартум. Здесь Джованни Даль Боско остался для организации центра миссии. Остальные, 14 февраля 1858 года, прибыли в миссионерский стан Святого Креста среди племени динка. Они быстро освоили язык и местные обычаи, и вскоре, заслужив доверие и уважение членов племени, составили первый словарь и катехизис на туземном языке.
Однако, 15 января 1859 года миссионерский стан пришлось закрыть, так, как к этому времени три члена миссии — два священника и мирянин — умерли от малярии, двое вынужденно переехали в Каир, а сам Даниэле Комбони, заболев малярией, несмотря на избранный им девиз «Нигриция или смерть», был отправлен обратно в Верону. 

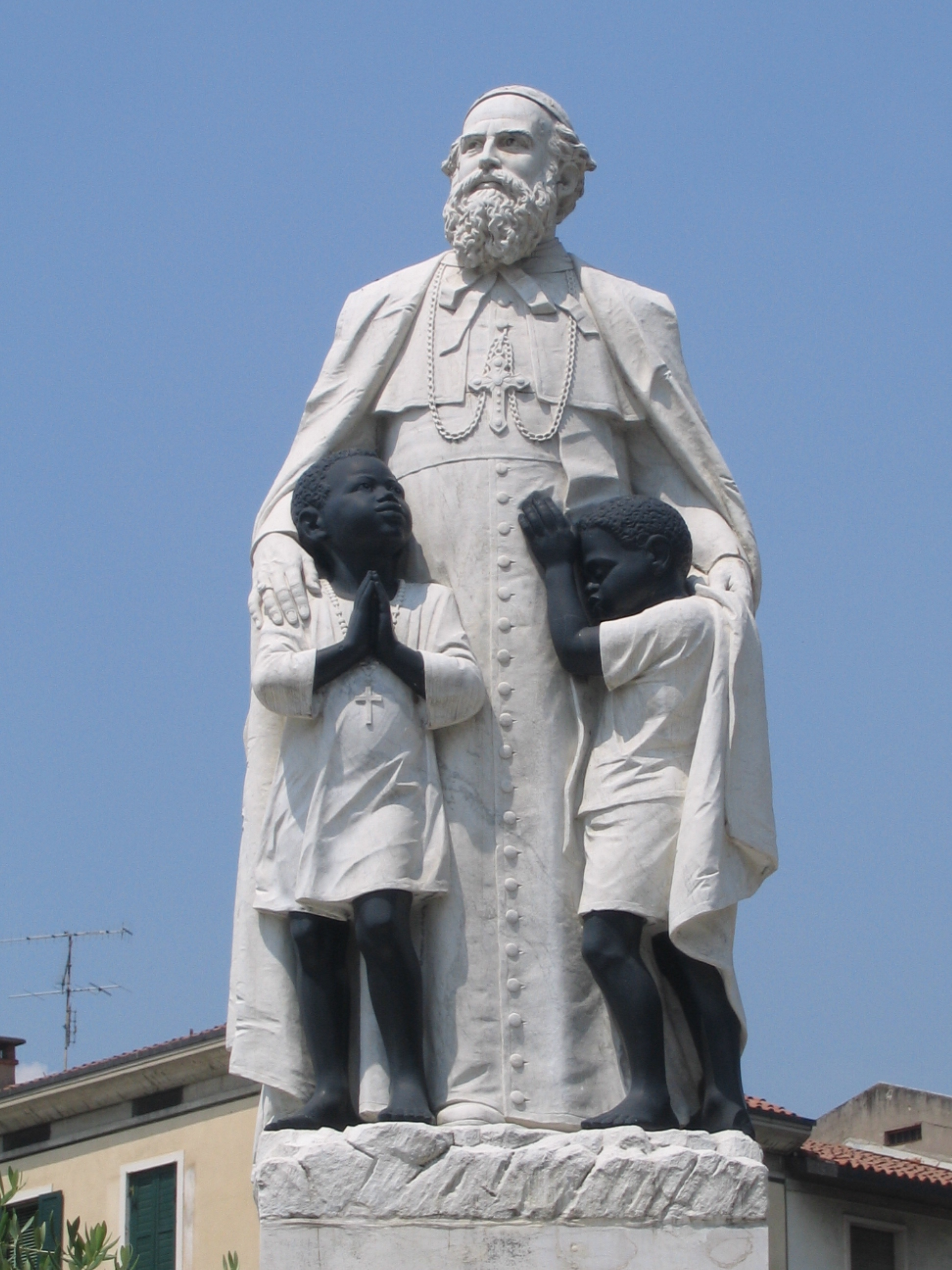
Памятник Даниэле Комбони в Вероне

Несмотря на неудачу первой экспедиции, он продолжил работу в интересах миссии. 1 декабря 1861 года в Адене им были куплены несколько молодых рабов-африканцев, которых Даниэле привёз в Верону для получения образования. 15 сентября 1864 года, во время молитвы в соборе святого Петра в Риме, у Даниэле появилась идея миссионерского проекта с девизом «Сохранить Африке с Африкой», то есть содействовать развитию просветительской деятельности на континенте усилиями самих африканцев.
18 сентября 1864 года Даниэле представил свой проект вниманию префекта Конгрегации пропаганды веры. На следующий день проект был представлен Папе Пию IX. С декабря 1864 по июнь 1865 года он предпринял успешное путешествие по странам Европы, посетив Турин, где подружился с Джованни Боско, затем Лион, Париж, Кёльн и Лондон, с целью привлечения средств к миссионерской деятельности в Африке.
После смерти Николы Мацца, основанный им институт отказался от миссионерской деятельности в Африке. 13 апреля 1866 года Даниэле принял решение основать новый миссионерскую конгрегацию с харизмой согласно его девизу. 1 июня 1867 года он основал институт миссионеров – конгрегацию сыновей Святейшего Сердца Иисуса, в рамках Общества Доброго Пастыря — международной миссионерской ассоциации. Позднее они стали называться конгрегацией комбонианских миссионеров Сердца Иисуса.
29 ноября 1867 года Даниэле отплыл из порта Марселя в Каир с группой, в которую вошли три священника-камиллианца (M.I.), три монахини-иосифинки (S.J.A.) и шестнадцать молодых африканцев. В Каире им был основан главный пункт подготовки для дальнейшей миссии. Здесь им также была открыта школа, где африканцы не только учились, но и преподавали, что по тем временам было чем-то экстраординарным.
В 1870 году Даниэле участвовал в сессиях Первого Ватиканского собора. 24 июня он выступил с докладом о проповеди Евангелия в центральной Африке – «Необходимое для Нигриции Центральной Африки» (лат. Postulatum pro Nigris Africæ Centralis). Сопровождавшее доклад циркулярное послание было подписано многими епископами и утверждено Папой Пием IX. В сентябре 1871 года Даниэле выступил с докладом «Африка или смерть» о харизме его миссионерского проекта на католическом конгрессе в Майнце.
1 января 1872 года он также основал конгрегацию сестёр-миссионерок благочестивых матерей Нигриции и журнал «Анналы Доброго Пастыря», позднее переименованный в «Африку». В 1872 году Папа Пий IX решил доверить ему руководство всей миссией в центральной Африке и назначил его провикарием. В следующем году Даниэле прибыл на территорию Кордофана вместе с отцом Джованни Лози и развернул широкую миссионерскую деятельность. 31 июля 1877 года он был назначен апостольским викарием центральной Африки и титулярным епископом Клавдиополя Исаврийского с пребыванием в Хартуме. Он получил епископское посвящение 12 августа 1877 года от кардинала Алессандро Франки, которому сослужили кардинал Анджело Бьянки и архиепископ Франческо Фоликальди.
27 ноября 1880 года из порта Неаполя Даниэле отправился в своё восьмое последнее путешествие в Африку. Летом 1881 года он совершил исследовательскую поездку в горы Нубии. Он активно боролся с работорговлей в границах своего диоцеза. По этой причине у него часто возникали конфликты с местными властями. Даниэле Комбони умер в Хартуме 10 октября 1881 года во время эпидемии холеры.

## Почитание
Вскоре после его смерти в Судане вспыхнуло восстание махдистов. В 1885 году фанатики уничтожили учреждения миссии и могилу Даниэле Комбони. Позднее часть его останков была перенесена в Верону. Ныне они хранятся в капелле при доме комбониан в Вероне. Другой, хранящейся там, реликвией является сутана святого.
Основанные им миссионерские институты, продолжают свою деятельность и ныне. В 1969 году к ним присоединился Светский институт комбонианских миссионеров, а в 1990 году Институт народных комбонианских миссионеров.
Даниэле Комбони был беатифицирован в соборе святого Петра в Риме Папой Иоанном Павлом II 17 марта 1996 года. Тот же Папа и в том же соборе канонизировал его 5 октября 2003 года. Литургическая память ему отмечается 10 октября.